# كرايغ مولر
كرايغ مولر (بالإنجليزية: Craig Muller)‏ هو مجدف أسترالي، ولد في 7 يونيو 1961.

## وصلات خارجية
- كرايغ مولر على موقع الاتحاد الدولي للتجديف (الإنجليزية)
- كرايغ مولر على موقع اللجنة الأولمبية الدولية (الإنجليزية)
- كرايغ مولر على موقع أوليمبيديا (الإنجليزية)
- كرايغ مولر على موقع اللجنة الأولمبية الأسترالية (الإنجليزية)